# Cylindropuntia santamaria
Cylindropuntia santamaria, conocida comúnmente como choya de Santa María, es una especie de planta suculenta perteneciente al género Cylindropuntia, dentro de la familia Cactaceae. Es endémica del noroeste de México (concretamente de la Isla Magdalena, en el estado mexicano de Baja California Sur). 

## Descripción
Cylindropuntia santamaria es una especie de cactus que crece como un arbusto rastrero o trepador con ramas que no caen, alcanzando alturas de 0,3 a 1,5 m. Los tallos son articulados y están formados por segmentos de 9 a 15 cm de largo y de 3 a 4,5 cm de diámetro. Son de forma cilíndrica, tienen la epidermis de color verde grisáceo, amarillento o rojizo y presentan tubérculos claramente visibles que a menudo están dispuestos en 8 o 9 costillas.
Sobre los tallos se asientan areolas de color amarillo claro que se tornan grises con la edad. Poseen gloquidios de color amarillento, miden de 1 a 2 mm de longitud y algunos de ellos tienen forma de cerdas de color grisáceo. También tienen de 20 a 26 espinas de color más o menos marrón anaranjado a gris o marrón oscuro y están cubiertas por una vaina epidérmica de color blanco que parece de papel. Están presentes en todas las areolas y miden de 1,5 a 2,5 cm de largo.

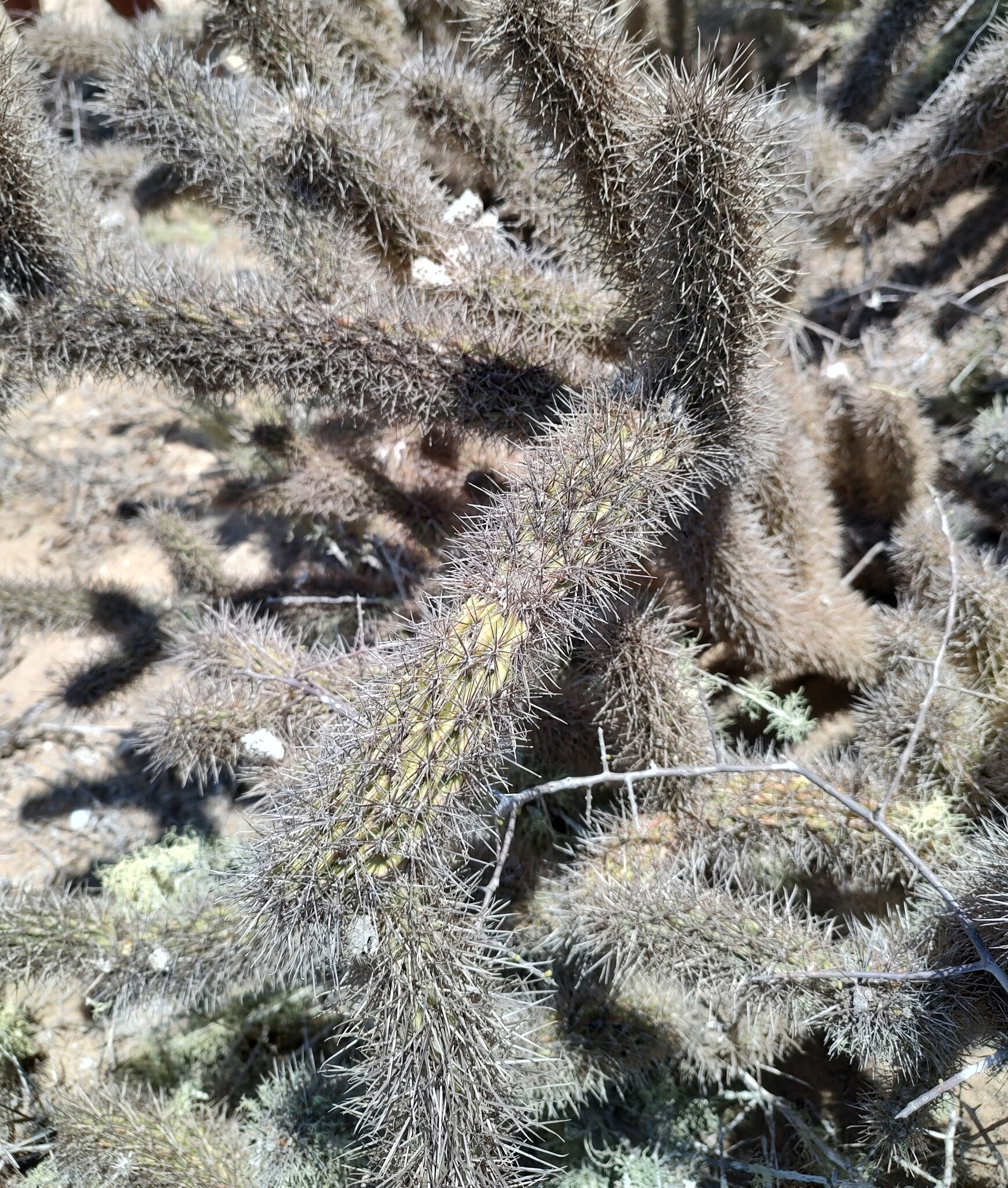
Detalle de las espinas

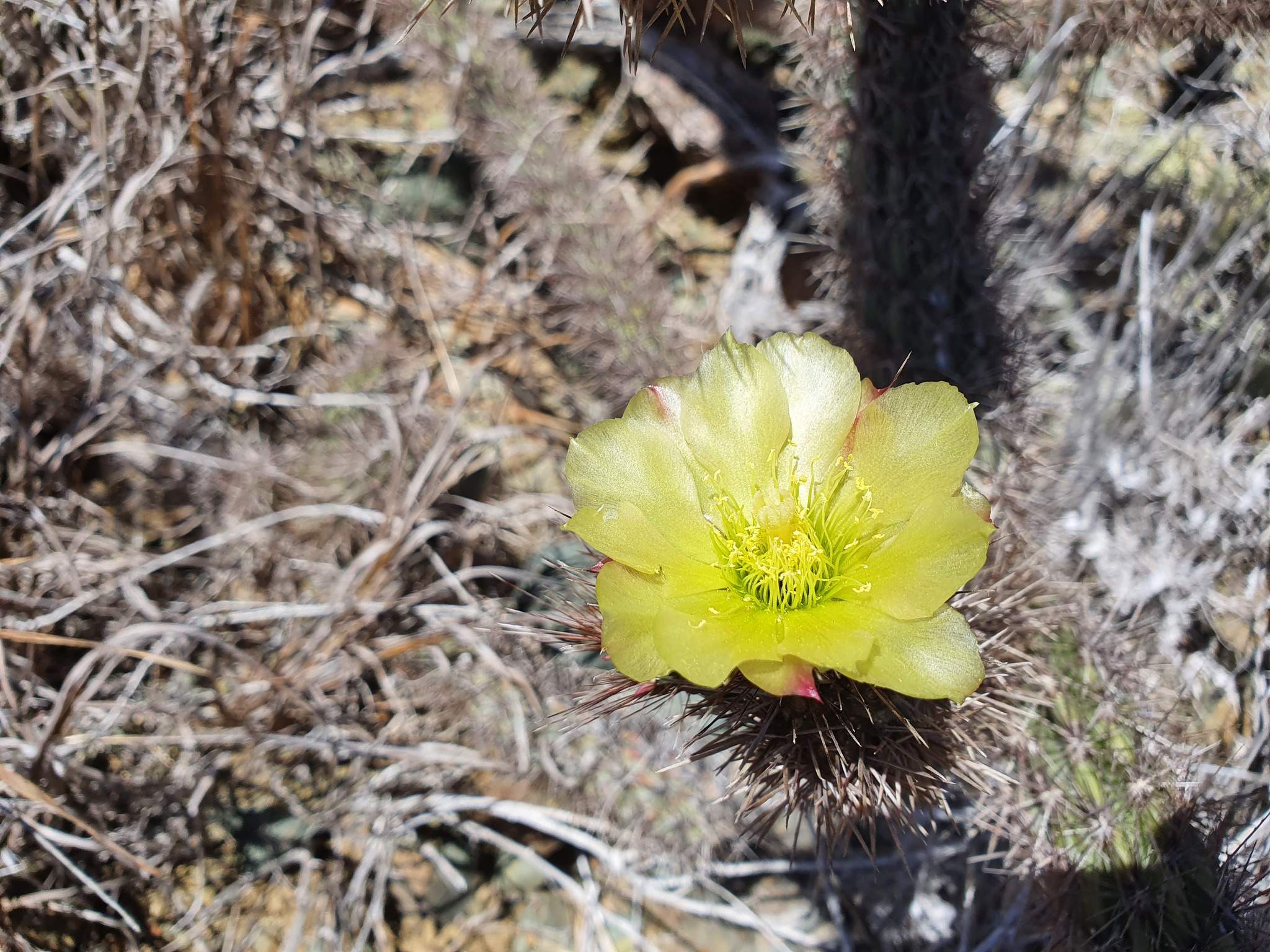
Detalle de la flor

Las flores son de color amarillo azufre verdoso con nervaduras centrales rosadas en las brácteas, se abren durante el día (diurnas) y son polinizadas por abejas. Miden de 4,5 a 5 cm de diámetro y aparecen en el ápice de los tallos.
Los frutos, de forma de copa a barril, son de color canela a gris claro. Son secos y y pueden ser espinosos o no espinosos. Miden de 1,6 a 2,8 cm de largo y tienen un diámetro de 1,4 a 2,1 cm. En su interior contienen semillas sub-globosas y de color pardo a grisáceo.

## Distribución y hábitat
El área de distribución nativa de esta especie es el noroeste de México (concretamente en la Isla Magdalena, en el estado mexicano de Baja California Sur) y crece principalmente en biomas desérticos o de matorral seco.
Habita en suelos rocosos, desde la costa hasta los 200 metros de altitud y se asocia Cochemiea halei.

## Taxonomía
La primera descripción de esta especie fue como Grusonia santamaria, publicada en 1934 por el botánico estadounidense Edgar Martin Baxter en la revista científica Cactus and Succulent Journal 6: 60.
Posteriormente, el botánico Jon Paul Rebman colocó la especie en el género Cylindropuntia, pasando a llamarse Cylindropuntia santamaria y anotando estos cambios en la revista científica Journal of the Arizona-Nevada Academy of Science 34: 45 en el año 2002.
Etimología
- Cylindropuntia: nombre genérico formado por dos palabras: el sustantivo griego kýlindros (que significa 'cilindro') y el género Opuntia, (con el que el género tiene similitudes), haciendo referencia a la forma cilíndrica de los tallos de las plantas.
- santamaria: epíteto geográfico que hace referencia a la presencia de la especie cerca de la Bahía Santa María, en el estado mexicano de Baja California Sur.[9][10]

## Estado de conservación
En la Lista Roja de Especies Amenazadas de la UICN, la especie está clasificada como de “Vulnerable (VU)” y no se conocen amenazas importantes para la conservación de esta especie, aunque los coleccionista podrían representar una amenaza potencial.

## Usos
Se cultiva principalmente como planta ornamental y su propagación se realiza a través de esquejes o semillas.